# فهرست حزب‌ها در سوریه
این مقاله فهرستی از احزاب سیاسی در سوریه است که در تاریخ مدرن سوریه تشکیل شده‌است. در سوریه هرکس یارای تشکیل حزب جدید است اما حزب‌ها نباید دارای زمینه‌هایی دینی، مذهبی، جدایی‌طلبانه یا قومی باشند. طبق قانون اساسی سوریه، اصلاحیه سال ۲۰۱۲، هر حزب جدید التاسیس باید حداقل ۵۰ عضو ۲۵ ساله به بالا و هرکدام باید به مدت ۱۰ سال ملیت سوری داشته و در دیگر حزب‌ها عضویت نداشته باشد.

## فهرست

### حزب‌های جبهه ملی پیشرو
- حزب عربی سوسیالیستی بعث
- حزب کمونیست سوریه
- حزب کمونیست سوریه - بکداش
- اتحادیه کمونیست سوسیال عربی
- حزب اتحاتدرایان سوریه
- حرکت سوسیالیسم گرایان عرب
- حزب اتحادخواه سوسیال دموکرات
- اتحادیه عرب دموکرات
- حزب سوسیال ناسیونالیست سوری

### احزاب مخالف
- حزب آشوری دموکرات
- حزب التأسیس السوری
- حزب الیسار الدیمقراطی
- کمیته هماهنگی ملی سوریه
- الجبهة الشعبیة للتغییر والتحریر
- تیار بناء الدولة السوریة
- الحزب الجمهوری السوری
- حزب التأسیس السوری
- الحزب الوطنی السوری الجدید
- حزب الشعب الدیمقراطی السوری (محظور)
- اخوان‌المسلمین سوریه (محظور)
- حزب التحریر (محظور)
- حزب العمل الشیوعی (محظور)
- حرکة العدالة والبناء
- حزب الحداثة والدیمقراطیة لسوریة
- میانه‌گرایی
- حزب الشعب الحر
- حزب النهضة الوطنی الدیمقراطی
- حزب الشعب الکوردستانی (محظور)
- حزب دموکرات کردستان سوریه (محظور)
- الحزب الیساری الکردی (محظور)
- حزب یکیتی الکردی فی سوریا (محظور)
- حزب آزادی الکردی السوری (محظور)
- الحزب الدیموقراطی الکردی السوری (محظور)
- التجمع الدیموقراطی الآشوری (محظور)
- المنظمة الآثوریة للدیمقراطیة (محظور)
- حزب العمل الدیمقراطی (محظور)•
- حزب الأنصار (محظور)
- حزب سوریا الوطن
- حزب الشباب الوطنی السوری
- الحزب الدیمقراطی السوری
- حزب التضامن العربی الدیمقراطی
- حزب التنمیة الوطنی
- حزب الطلیعة الدیمقراطی
- حزب الشباب الوطنی للعدالة والتنمیة
- حزب التضامن
- حزب اتحاد سریانی (سوریه)
- الحزب الشیوعی السوری-المکتب السیاسی

### احزاب تاریخی
- حزب خلق
- تشکل ملی
- حزب کمونیست سوریه
- حزب البعث العربی الاشتراکی الدیموقراطی
- اتحاد الشباب الدیمقراطی السوری